# 自由通りの午後
「自由通りの午後」（じゆうどおりのごご）は、松山猛作詞、田中唯士作曲によるアイ・ジョージの楽曲。

## 解説
- 第2回ヤマハポピュラーソングコンテスト応募曲及びポーランド音楽祭参加曲であり、作詞をした松山によれば「ロマンティックな気分でいっぱい」な気持ちで詞を書いたと後に回想している[1]。
- 後に作曲した田中唯士（現・S-KEN）が結成した「ピース・シティー」もカバーした[2]。作曲したS-KENによれば、加藤ヒロシが担当した編曲に関して「サム&デイヴ的、R&Bビートとビートルズの「サージェント・ペパーズ・ロンリー・ハーツ・クラブ・バンド」をくぐり抜けたエキゾチックな響きが斬新だった」とした上で、リズムのグルーヴと他のアンサンブルがうまくブレンドできず、レコーディングしたサウンドがライブで再現するのが難しかったと自身のXでコメントしている[3]。
- 1971年12月31日放送の「第22回NHK紅白歌合戦」で歌唱した。この時の映像は現存しており、2024年には、放送100年記念プロジェクトの一環として同年12月15日に番組後編として、同日16時30分から17時54分にNHK総合テレビジョンで再放送された[4][5]。

## 収録曲
1. 自由通りの午後（4分17秒）
作詞：松山猛、作曲：田中唯士、編曲：加藤ヒロシ
2. プリティ－・エンぜル（2分52秒）
作詞：岡田冨美子、作曲：アイ・ジョージ、編曲：大塚善章